# Tawrele
Tawrele (biał. Таўрэлі; ros. Таврели) – wieś na Białorusi, w obwodzie grodzieńskim, w rejonie werenowskim, w sielsowiecie Konwaliszki, przy granicy z Republiką Litewską – granica otacza wieś z trzech stron, z wyjątkiem południa. 
W dwudziestoleciu międzywojennym leżały w Polsce, w województwie nowogródzkim, w powiecie lidzkim, w gminie Bieniakonie. Po II wojnie światowej w granicach Związku Sowieckiego. Od 1991 w niepodległej Białorusi.